# Robert Flores
Robert Mario Flores Bistolfi, conocido como Robert Flores (Montevideo, Uruguay, 13 de mayo de 1986), es un futbolista uruguayo. Juega de mediapunta y su equipo actual es Río Negro de San José de la liga del interior.
Es hermano del también futbolista uruguayo Darío Flores.

## Trayectoria
Su primer club fue el Club Atlético River Plate (Uruguay) de la Primera División de Uruguay. Tras destacar en el Campeonato Uruguayo de Fútbol 2007/2008, concretamente en el Torneo Clausura 2008, en el que su equipo llegó a la final contra el Club Atlético Peñarol, Flores llamó a atención del Villarreal C. F. de España. Fue elegido por la prensa especializada como el mejor jugador de la liga 2007/08, por delante de jugadores como Sebastián Fernández o Carlos Bueno. El 17 de junio de 2008 fue presentado en la Ciudad Deportiva del Villarreal. El Villarreal C. F. y el River Plate cerraron un acuerdo en el que el jugador era traspasado al club español por 2,1 millones de euros, aunque su club de procedencia se reservó un 20% de la ficha para un hipotético futuro traspaso.
El jugador se define como "un jugador rápido y con muy buena técnica. Aunque me gusta marcar goles, doy más asistencias" y la prensa uruguaya lo ha comparado con Enzo Francescoli. El 11 de julio de 2008 se confirmó el acuerdo de cesión entre el Villarreal C. F. y River Plate de Argentina. El acuerdo era para una temporada y se facilitó tras el acuerdo de colaboración firmado entre el Villarreal C. F. y el River Plate en junio de 2008. Tras jugar la temporada 2009/10 en el Villarreal Club de Fútbol "B" en la Segunda División de España, en julio de 2010 fue cedido al Club Nacional de Football de Montevideo, pero abandona el club un año después sin conformar a sus hinchas, donde retorno a Villarreal y luego en 2011 es cedido al Litex Lovech de Bulgaria. Después de terminar su contrato con Villarreal en 2012 es fichado por 1 año por el Palestino de Chile. En 2013 por pedido de Rubén Darío Insúa es contratado por Deportivo Quito de la Primera División de Ecuador.
En enero de 2014 es contratado por el Sport Club do Recife, equipo de primera división de Brasil, donde salió campeón del Campeonato Pernambucano y de la Copa do Nordeste.

## Selección nacional

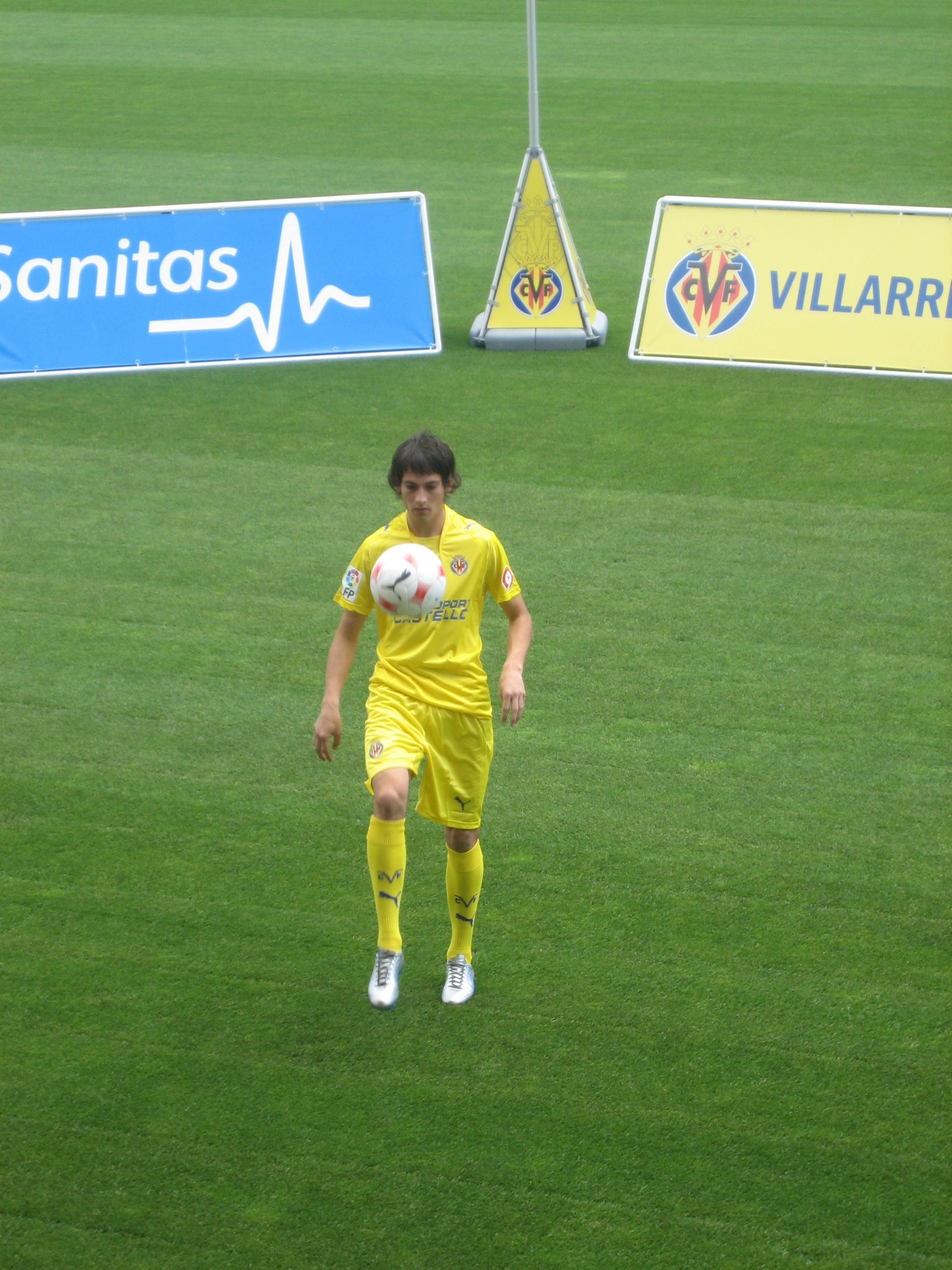
Robert Flores en su presentación con el Villarreal C. F.

Ha sido internacional con la Selección de fútbol de Uruguay. A raíz de su buen estado de forma, en mayo de 2008 fue convocado por el seleccionador uruguayo Óscar Washington Tabárez para los partidos amistosos que su selección debía disputar en Europa frente a Turquía y Noruega. Su debut se produjo el 25 de mayo de 2008 en Bochum (Alemania), en el partido frente a Turquía, saliendo al campo en el minuto 75 de juego en sustitución de Nacho González; el partido finalizó 3-2 con victoria para Uruguay. Ha sido citado para jugar en la Selección de Uruguay en encuentros de las eliminatorias clasificatorias para la Copa Mundial de Fútbol de 2010.

## Clubes
| Club                      | País      | Año           | PJ (Goles) |
| ------------------------- | --------- | ------------- | ---------- |
| River Plate FC            | Uruguay   | 2006-2007     | 17 (10)    |
| Villarreal                | España    | 2007-2008     | 23 (9)     |
| River Plate               | Argentina | 2008-2009     | 15 (9)     |
| Nacional                  | Uruguay   | 2009-2010     | 17 (5)     |
| Litex Lovech              | Bulgaria  | 2011          | 14 (7)     |
| Palestino                 | Chile     | 2012          | 36 (7)     |
| Deportivo Quito           | Ecuador   | 2013          | 24 (6)     |
| Sport Recife              | Brasil    | 2014-2015     | 30 (8)     |
| River Plate FC            | Uruguay   | 2015-2016     | 44 (11)    |
| Club Atlético Bella Vista | Uruguay   | 2016-presente | 59 (9)     |

## Palmarés

### Torneos nacionales
| Título                      | Club     | País    | Año     |
| --------------------------- | -------- | ------- | ------- |
| Primera División de Uruguay | Nacional | Uruguay | 2010-11 |